# مايك ماكنزي (لاعب كرة قدم أمريكية)
مايك ماكنزي (بالإنجليزية: Mike McKenzie)‏ هو لاعب كرة قدم أمريكية أمريكي، ولد في 26 أبريل 1976 في ميامي في الولايات المتحدة.

## وصلات خارجية
- مايك ماكنزي على موقع مرجع كرة القدم المحترفة.كوم (الإنجليزية)